# Wahns
Wahns är en ortsteil i staden Wasungen i Landkreis Schmalkalden-Meiningen i förbundslandet Thüringen i Tyskland. Wahns var en kommun fram till 1 januari 2019 när den uppgick i Wasungen. Kommunen Wahns hade 407 invånare 2018.